# Molophilus stenorhabdus
Molophilus stenorhabdus är en tvåvingeart som beskrevs av Alexander 1960. Molophilus stenorhabdus ingår i släktet Molophilus och familjen småharkrankar. Inga underarter finns listade i Catalogue of Life.